# Dekurija
Dekurija (latinsko: decuria iz decem – deset), desetina, v rimskem obdobju prvotno vojaška enota desetih vojakov, kateri je poveljeval dekurijon. Turma s tridesetimi konjeniki na primer je imela tri dekurije. Za senatorje, sodnike in nazadnje tudi za prebivalce in člane združenj se je uporabljala delitev na dekurije ne glede na dejansko število članov.
Od 1. stoletja pr. n. št. se je naziv dekurion uporabljal tudi za doživljenjske člane občinskih svetov (ordo decurionum), ki so bili v mestih z latinskim ali rimskim pravom nosilec samouprave.
Plinij Starejši omenja dekurijo v svojem delu Historia Naturalis (Prirodopis) iz leta 70.  Rimljani so vsakem civitasu domorodnih prebivalcev pripisali število dekurij, ki so bile pokazatelj njegove velikosti.